# Sommer-Paralympics 2008/Teilnehmer (Barbados)
| stlisierte Goldmedaille | stlisierte Silbermedaille | stlisierte Bronzemedaille |
| ----------------------- | ------------------------- | ------------------------- |
| —                       | —                         | —                         |

Barbados nahm nur mit dem Schwimmer David Taylor, der auch die Flagge bei der Eröffnungsfeier trug, an den Sommer-Paralympics 2008 im chinesischen Peking teil. Er schied jeweils in seinen Vorläufen aus.

## Teilnehmer nach Sportarten

### Schwimmen
Männer
- David Taylor